# アンドリー・ナザレンコ
アンドリー・イーホロヴィチ・ナザレンコ（ウクライナ語: Андрій Ігорович Назаренко、英語: Andrii Igorovich Nazarenko、1995年1月18日 - ）は、ウクライナのハルキウ（ハリコフ）出身の政治評論家、外交評論家、著作家、元英語教師、国際貿易従事者。2024年、日本に帰化した。日本のナショナリスト団体である日本会議、およびウクライナのナショナリスト政党である国民軍団（ナショナル・コー）の活動にも参画している。

## 経歴
ハルキウ・ラジオ・エンジニアリング高等専門学校の「コンピューター・システムとネットワーク・メンテナンス」学部（ウクライナ語: відділення «обслуговування комп'ютерних систем і мереж»）で準学士を取得。

ナザレンコが高専に在籍していた当時のウクライナでは、ソビエト連邦時代にウクライナ共産党員であったヴィクトル・ヤヌコーヴィチ大統領が親露政策を強引に推し進めていたが、これに反発する親欧米派の市民や学生が反ヤヌコーヴィチ運動を起こし、2013年11月からはナザレンコも首都キーウと地元ハルキウで国民運動に参加。2014年2月の後半には反ヤヌコーヴィチ運動が頂点に達して親露政権が100名以上の国民を殺害する事態に至り、国民を虐殺してもなお混乱を収拾できなかったヤヌコーヴィチ大統領は遂に国を捨ててロシアに亡命した。
同年3月から7月にかけて、ナザレンコはロシアの軍事介入から国を守るウクライナ軍を支援するボランティア活動に参加した。
2014年8月、共愛学園前橋国際大学留学のため来日。2016年、イーストウエスト日本語学校を卒業。2016年8月15日、靖国神社境内参道の特設ステージで「靖國の心を未来へ！ 感謝の心をつなぐ青年フォーラム」が開催されたが、このイベントでナザレンコはウクライナ人留学生としてスピーチをした。2019年5月3日、永田町の砂防会館で「第21回公開憲法フォーラム」が開催され、下村博文自由民主党憲法改正推進本部長や遠山清彦公明党憲法調査会事務局長を含む1100名が参加したが、ナザレンコは共愛学園前橋国際大学留学生としてスピーチをした。
2020年９月11日、「麻生太郎政経セミナー」（主催＝素淮会）にて基調講演を行い、自衛隊の明記など憲法改正の実現を訴えた。また、2021年に目黒駐屯地（陸上自衛隊教育訓練研究本部長）、2022年に留萌駐屯地、2023年に練馬駐屯地等、定期的に自衛隊でウクライナ危機及び国防に関する講演を行っていることで知られる。
2022年ロシアのウクライナ侵攻後、DHCが提供している「真相深入り!虎ノ門ニュース」にてニュースキャスターとして出演。
2024年10月25日に日本への帰化が官報に掲載された。帰化後の本名はナザレンコ・アンドリー・イーホロヴィチ。

## 主張
- 2022年ロシアのウクライナ侵攻後には、「ロシアがウクライナを占領すれば、中国は台湾侵攻を決め、沖縄や日本本土も標的になる可能性がある。」と述べている[18]。(詳細は2022年ロシアのウクライナ侵攻との関係)
- また、ロシアに侵攻されたウクライナに関し「帰国してロシアとの戦闘に参加したい。」と心情を語っている[19]。
- 憲法記念日の集会では、「もし、一方的な武力行使がまかり通るような世界になってしまえば、今度は日本は無関係ではいられない。今度は必ず台湾の危機が起きてしまう。そうなったら遅い。」と述べた[20]。

## 著作

### 日本語
- 『自由を守る戦い : 日本よ、ウクライナの轍を踏むな!』明成社、2019年8月。ISBN 978-4905410553。
- 『プーチンの戦争』ワック、2022年5月。ISBN 978-4898319598。
- 『自由を守る戦い. 続』明成社、2022年7月。ISBN 978-4905410706。

### ロシア語
著者名は、ロシア語読みのアンドレイ・ナザレンコ（ロシア語: Андрей Назаренко）名義となっている。
- В лучах восходящего солнца. Японский национализм и его взгляд на историю（オリエンティール出版、2018年） ISBN 978-6177701018[21]

## 寄稿・対談
- 『日本の息吹 平成29年5月号』pp.16-23, p.35 所収「国を守るということ : ウクライナからのメッセージ」[22]
- 『正論 2019年7月号』所収「令和で九条改正を」[23]
- 『正論 2019年8月号』所収「私たち「平和ボケ」でした」[24]

## メディア出演

### インターネット番組
- 2019年5月31日 言論テレビ Vol.345 - 櫻井よしこ、竹田恒泰との鼎談[25]
- 2019年6月18日 DHCテレビ 虎ノ門ニュース 百田尚樹×田北真樹子×ナザレンコ・アンドリー×居島一平[26]
- 2019年9月27日 DHCテレビ 虎ノ門ニュース 大高未貴×ナザレンコ・アンドリー×居島一平[27]
- 2021年3月12日 DHCテレビ 虎ノ門ニュース 藤井厳喜×ナザレンコ・アンドリー×居島一平[28]
- 2021年5月7日 DHCテレビ 虎ノ門ニュース 藤井厳喜×ナザレンコ・アンドリー×居島一平[29]、他

### スピーチ
- 2016年8月15日 靖國の心を未来へ！ 感謝の心をつなぐ青年フォーラム（靖国神社、東京都千代田区）[12][13]
- 2019年5月3日 第21回公開憲法フォーラム（砂防会館、東京都千代田区）[14]

### ラジオ
- 2022年8月より　レインボータウンFM、冠番組「ナザレンコ・アンドリーのニッポンで物申す！（略してナザモノ）」[30]
- 2022年3月より　レインボータウンFM、「ナザレンコ・アンドリー＆元官僚芸人まつもとのそこまで言っちゃう？！」